# 栄町立布鎌中学校
栄町立布鎌中学校（さかえちょうりつ ふかまちゅうがっこう）は、千葉県印旛郡栄町請方にあった公立中学校。

## 概要
1967年（昭和42年）の中学校の統合により廃校し、栄町立栄中学校になった。

## 沿革
- 1947年（昭和22年）5月 - 新学制に基づき布鎌村立布鎌中学校をそれぞれ開校し、布鎌小の校舎を一部使用[1]。
- 1956年（昭和26年）5月 - 布鎌中学校校舎新築落成移転[1]。
- 1955年（昭和30年）12月 - 町村合併により、栄町立布鎌中学校と称する[1]。
- 1967年（昭和42年）4月 - 栄町立安食中学校・栄町立布鎌中学校統合、栄町立栄中学校開始[1]。